# Whitewater Region
Pour les articles homonymes, voir Whitewater.
Whitewater Region est un canton en Ontario, situé dans le comté de Renfrew.
Whitewater Region a été formé à partir de la fusion des municipalités de  Beachburg, Cobden, Ross et Westmeath.
La population était de 7 009 habitants en 2016.